# Semiothisa pertinata
Semiothisa pertinata là một loài bướm đêm trong họ Geometridae.